# Albert Onyembo Lomandjo
Albert Onyembo Lomandjo CSSp (* 6. Juli 1931 in Kindu; † 11. Januar 2016) war ein kongolesischer Geistlicher und römisch-katholischer Bischof von Kindu.

## Leben
Albert Onyembo Lomandjo trat der Ordensgemeinschaft der Spiritaner bei und empfing am 27. Juli 1958 die Priesterweihe.
Papst Paul VI. ernannte ihn am 17. Mai 1966 zum Bischof von Kindu. Der Apostolische Nuntius in der Demokratischen Republik Kongo, in Ruanda und in Burundi, Erzbischof Émile André Jean-Marie Maury, spendete ihn am 11. Dezember desselben Jahres die Bischofsweihe; Mitkonsekratoren waren Aloys Mulindwa Mutabesha Mugoma Mweru, Erzbischof von Bukavu, und Gustave Joseph Bouve CSSp, Bischof von Kongolo.
Am 17. Januar 1978 nahm Papst Paul VI. seinen vorzeitigen Rücktritt an.